# Paracorsia repandalis
Paracorsia repandalis är en fjärilsart som beskrevs av Ignaz Schiffermüller. Paracorsia repandalis ingår i släktet Paracorsia och familjen Crambidae. Inga underarter finns listade i Catalogue of Life.